# Abrocoma budini
Abrocoma budini é uma espécie de roedor da família Abrocomidae.
Endêmica da Argentina, é conhecida apenas da Serra de Ambato, nas províncias de Catamarca e La Rioja.